# العلاقات الأسترالية الميكرونيسية
العلاقات الأسترالية الميكرونيسية هي العلاقات الثنائية التي تجمع بين أستراليا وولايات ميكرونيسيا المتحدة.

## مقارنة بين البلدين
هذه مقارنة عامة ومرجعية للدولتين:
| وجه المقارنة                                              | أستراليا                                   | ولايات ميكرونيسيا المتحدة |
| --------------------------------------------------------- | ------------------------------------------ | ------------------------- |
| المساحة (كم2)                                             | 7.69 مليون                                 | 702                       |
| عدد السكان (نسمة)                                         | 24.51 مليون                                | 105.54 ألف                |
| الكثافة السكانية (ن./كم²)                                 | 3.19                                       | 15.03 ألف                 |
| العاصمة                                                   | كانبرا، ملبورن                             | باليكير                   |
| اللغة الرسمية                                             | لغة إنجليزية                               | لغة إنجليزية              |
| العملة                                                    | دولار أسترالي، جنيه إسترليني، جنيه أسترالي | دولار أمريكي              |
| الناتج المحلي الإجمالي (بليون دولار)                      | 1.32 تريليون                               | 336.43 مليون              |
| الناتج المحلي الإجمالي (تعادل القوة الشرائية) بليون دولار | 1.10 تريليون                               | 365.27 مليون              |
| الناتج المحلي الإجمالي الاسمي للفرد دولار أمريكي          | 56.31 ألف                                  | 3.02 ألف                  |
| الناتج المحلي الإجمالي للفرد دولار أمريكي                 | 45.92 ألف                                  |                           |
| مؤشر التنمية البشرية                                      | 0.939                                      | 0.640                     |
| رمز المكالمات الدولي                                      | +61                                        | +691                      |
| رمز الإنترنت                                              | .au                                        | .fm                       |
| المنطقة الزمنية                                           |                                            |                           |

## منظمات دولية مشتركة
يشترك البلدان في عضوية مجموعة من المنظمات الدولية، منها:
| علم المنظمة | اسم المنظمة                               | تاريخ انضمام أستراليا | تاريخ انضمام ولايات ميكرونيسيا المتحدة |
| ----------- | ----------------------------------------- | --------------------- | -------------------------------------- |
|             | البنك الدولي للإنشاء والتعمير             | 5 أغسطس 1947          | 24 يونيو 1993                          |
|             | بنك التنمية الآسيوي                       | 1966                  | 1990                                   |
|             | يونسكو                                    | 4 نوفمبر 1946         | 19 أكتوبر 1999                         |
|             | وكالة ضمان الاستثمار متعدد الأطراف        | 10 فبراير 1999        | 11 أغسطس 1993                          |
|             | الاتحاد الدولي للاتصالات                  | 27 مايو 1878          | 18 مارس 1993                           |
|             | مؤسسة التمويل الدولية                     | 20 يوليو 1956         | 24 يونيو 1993                          |
|             | الأمم المتحدة                             | 1 نوفمبر 1945         | 17 سبتمبر 1991                         |
|             | مؤسسة التنمية الدولية                     | 24 سبتمبر 1960        | 24 يونيو 1993                          |
|             | منظمة حظر الأسلحة الكيميائية              | ?                     | ?                                      |
|             | المركز الدولي لتسوية المنازعات الاستشارية | 1 يونيو 1991          | 24 يوليو 1993                          |

## وصلات خارجية
- موقع وزارة الخارجية الأسترالية